# Філатов Володимир Олександрович
Філатов Володимир Олександрович (нар. 7 червня 1958, Бердянськ) — радянський і український скульптор.

## Біографія
У 1979 році Володимир Філатов закінчив Київський державний інститут фізкультури. Працював доктором ЛФК на кафедрі хірургії, одночасно навчаючись у скульптурній майстерні професора Віктора Сухенко. У 1990 році закінчив Академію Мистецтв. Нині мешкає у Києві.
Володимир Філатов є членом Спілки художників України, учасник республіканських і міжнародних виставок. Серед його численних нагород — срібна медаль на Першій Міжнародній виставці реклами у Москві (1989).
Ім'я цього скульптора відоме і за межами України. В Австрії, Німеччині, Угорщині, Польщі, Чехії, Швейцарії і в Парижі, де пройшли виставки його робіт.
На Єлисейських Полях, де розташовані найпрестижніші галереї Парижу, його виставка «Духовний світ Київської Русі» тривала два роки. Ця виставка була присвячена древній міфології і слов'янському фольклору. Сюди органічно вплелися роботи, що втілюють образи легендарних історичних персонажів часів Київської Русі, серед яких Нестор, Володимир, Ольга, Ярослав.
Роботи Філатова були відзначені паризькими критиками, а за скульптуру «Почуття» майстер був названий «вишуканим романтиком Міленіуму».
Творчість Філатова різноманітна і різнопланова. Його праці присвячені ботаніку Скоропадському та тренеру Лобановському, драматургу Мейєрхольду та поету Лермонтову, співаку Джону Леннону та іншим.
У 1995 році Володимир Олександрович зробив персональну виставку і присвятив її своєму рідному місту Бердянську. Філатов — автор монумента графу Воронцову — засновнику Бердянська.